# M6 중전차

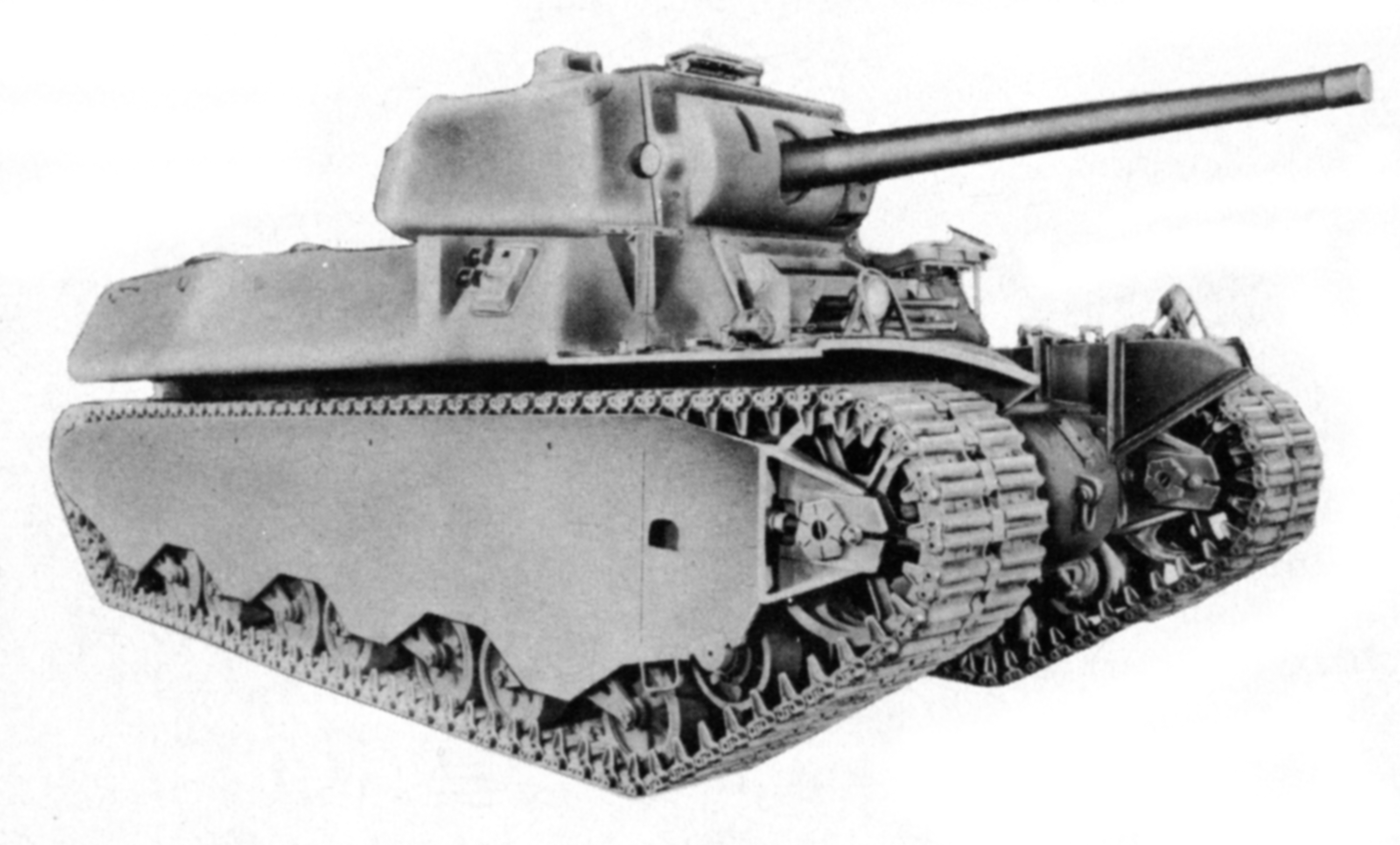
M6 프로토타입

M6 중전차(M6 heavy tank)는 제2차 세계 대전 중에 설계된 미국의 중전차이다. 이 전차는 소량 생산되었으며 전투에 참가한 적이 없다.

## 개발

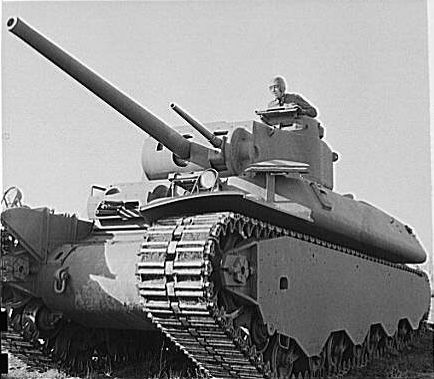
T1 중전차 프로토타입

두 대전 사이에 전차 개발을 위한 예산이 부족했기 때문에 제2차 세계 대전이 발발할 당시 미국 육군은 유럽과 아시아에서 전차 사용을 추적하고 있었음에도 불구하고 전차를 거의 보유하지 않았다. 1939~40년 주로 독일군이 기갑부대를 성공적으로 배치함으로써 중전차를 포함한 미국의 여러 전차 프로그램에 탄력이 붙었다. 미국은 전차 대량 생산이 가능한 대규모 산업 인프라와 수많은 엔지니어를 보유하고 있었다.
1940년 5월 보병사령관의 권고에 따라 미 육군 병기병단은 50톤 중전차 설계 작업에 착수했다. 이 프로젝트는 6월에 승인되었으며 차량은 T1 중전차라는 명칭을 받았다.